# Асажж Вентресс
Асажж Вентресс (англ. Asajj Ventress) — вигаданий жіночий персонаж всесвіту Зоряних війн та одна з другорядних антагоністів серіалу Війна клонів. Створена Джорджом Лукасом та Геннді Тартаковським та вперше з'явилась у Війні клонів 2003, пізніше з'явившись у наступних проєктах: Зоряні війни: Війни клонів, однойменний анімаційний серіал та Зоряні війни: Бракована партія.
Вентресс народилась в клані нічних сестер з планети Датомир та є представницею того ж роду, що й Дарт Мол. Пізніше вона була врятована джедаєм, який навчав її падавана навичкам сил. Після смерті її майстра, вона перейшла на темну сторону сили та стала неформальною ученицею Лорда ситхів, Графа Дуку. Вона пізніше стала командиркою армії бойових дроїв Конфедерації незалежних систем та боролась проти джедаїв та Галактичної республіки в часи війни клонів, однак пізніше була зраджена Грфаом Дуку та приєдналась до мислівців за головами як незалежний найманець.

## Створення
Ассаж Вентресс планувалась як головна антагоністка для другого епізоду, перш ніж цю роль зайняв Граф Дуку.
Спочатку вона носила ім'я Джуно Екліпс, однак ця ідея була відкинути і тоді вона отримали своє сучасне ім'я. Ім'я Джуно Експілпс пізніше було дано однойменному персонажу з відеогри Star Wars: The Force Unleashed, однак немає жодного відношення до самої Ассаж Ветресс.
Ім'я «Асажж» було взяте з однойменного персонажу з фільму Акіри Куросави Замок інтриг.